# Ђан Пјеро Гасперини
Ђан Пјеро Гасперини (итал. Gian Piero Gasperini; Груљаско, 26. јануар 1958) је италијански фудбалски тренер и некадашњи фудбалер.

## Каријера
Дебитовао је 1976. године за торински Јувентус, где је провео једну сезону.
Током 1977-1978. играо је за клуб Ређана.
Његове игре за потоњи тим привукле су пажњу тренерског штаба Палерма, коме се придружио 1978. године. За клуб из сицилијанске престонице играо је наредних пет сезона своје играчке каријере. Био је стандардни првотимац у екипи Палерма.
Након тога, од 1983. до 1985. године, играо је за Кавезе и Пистојезе.
Године 1985. потписао је уговор са клубом из Пескаре, са којим је провео наредних пет година играчке каријере. Током 1990-1991. године играо је за клуб Салернитана.
Професионалну играчку каријеру завршио је у клубу „Виз Пезаро“, за који је играо од 1991. до 1993. године.
Тренерску каријеру је започео убрзо након завршетка играчке каријере, 1994. године као тренер омладинског тима Јувентуса.
Касније је водио тимове Кротоне, Ђенова, Интернационале и Палермо.
Године 2016, предводио је тренерски стручни штаб тима Аталанте. Са Аталантом је остварио велики успех освајањем УЕФА Лиге Европе 2024. године победом у финалу против Бајера из Леверкузена.

## Успеси

### Као тренер
Аталанта
- Лига Европе: 2023/24.

Индивидуалне
- Тренер године у Серији А: 2019,[4] 2020.[5]